# Blanche Gauthier
Blanche Gauthier est une comédienne et chanteuse québécoise ayant travaillé essentiellement sur les scènes des théâtres mais aussi à la radio, à la télévision et au cinéma. Elle est née à Montréal le 26 janvier 1884 et y est morte le 8 octobre 1960.

## Biographie
Blanche Gauthier a connu une grande carrière sur les scènes des théâtres montréalais du début des années 1900 jusqu'à la fin des années 1920. Elle y a côtoyé les grands acteurs de son époque comme Elzéar Hamel. Elle a aussi été chanteuse dans le registre folklorique avec Ovila Légaré et La Bolduc (années 1920 et 1930).
Devant le marasme que connaît le théâtre à Montréal à partir de la fin des années 1920, elle se tourne vers la radio et jouera dans les premiers feuilletons radiophoniques, dont Rue Principale.
En fin de carrière, Blanche Gauthier a aussi tourné dans quelques films québécois et participé à plusieurs séries télévisées. Après son décès en 1960, elle est enterrée au Cimetière Notre-Dame-des-Neiges, à Montréal.

## Cinéma et télévision
- 1947 : Whispering City (film)
- 1949 : Le Curé de village (film) : Honorine
- 1949 : Un homme et son péché (film)
- 1950 : Forbidden Journey : Mme Duval
- 1951 : The 13th Letter : Townswoman
- 1952 : Le Rossignol et les cloches (film) : Une dame patronnesse
- 1953 : Corridor sans issue : Papiers dangereux (téléthéâtre) : femme de peine
- 1956-1957 : Quatuor : Le Fils du bedeau, Le Voyage à Rome (téléthéâtre)
- 1958 : Je vous ai tant aimé (série télévisée)
- 1959 : En haut de la pente douce (série télévisée) : Florida

## Sources
- « Blanche Gauthier » (présentation), sur l'Internet Movie Database